# Do As Infinity 16th Anniversary 〜October's Garden〜
『Do As Infinity 16th Anniversary 〜October's Garden〜』（ドゥ・アズ・インフィニティ・シックスティーンス・アニバーサリー・オクトーバーズ・ガーデン）は、日本のロックバンド・Do As Infinityが2016年2月24日にavex traxから発売した5枚目のライブアルバムである。

## 内容
前作『Anime and Game COLLECTION』から約6ヶ月ぶり、ライブアルバムとしては前作『Do As Infinity 14th Anniversary 〜Dive At It Limited Live 2013〜』から約1年11ヶ月ぶりの作品。
『2 of Us [BLUE] -14 Re:SINGLES-』『2 of Us [RED] -14 Re:SINGLES-』と同時発売された。
2015年10月12日に日比谷野外大音楽堂で開催された、メジャーデビュー16周年記念ライブ『Do As Infinity 16th Anniversary 〜October's Garden〜』の音源が収録されている。
初回プレス仕様には特典として当日のライブ写真を主に、レビューとメンバー、サポートメンバー含むインタビューが書かれたブックレットが同梱された。

## 収録曲

### Disc 1
本編
1. aurora
2. Field of dreams
3. 真実の詩
4. Heart
5. Tangerine Dream
6. 陽のあたる坂道
7. For the future
8. under the sun
9. Another
10. 夢の終わりに
11. ワンダフルライフ

### Disc 2
本編
1. Holiday
2. Octopus's Garden
ビートルズのカバー。
3. 蒼生
4. 生まれゆくものたちへ
5. 1/100
6. Oasis
7. 遠くまで
8. We are.
9. 本日ハ晴天ナリ

アンコール
1. 冒険者たち
2. Week!

## 参加ミュージシャン
Do As Infinity
- 伴都美子：Vocal
- 大渡亮：Guitar & Chorus

Support Member
- 亀田誠治：Bass
- 松本淳：Drums
- 長井ちえ：Guitar & Chorus
- 山本健太：Keyboards
- 岡村美央：Violin